# Yves Goasdoué
Yves Goasdoué, né le 22 août 1959 à Cherbourg (Manche), est une personnalité politique de l’Orne. Il est maire de Flers depuis 2001 et président du Conseil national de la sécurité routière depuis le 23 janvier 2017.

## Biographie
Yves Goasdoué suit des études de droit et obtient un DEA de droit public et DESS de gestion des collectivités. Pendant cette période, il milite au sein de l’UNEF puis adhère en 1983 au Parti socialiste.
Il devient enseignant à la faculté de droit mais également attaché parlementaire de Michel Lambert, député de l’Orne dans la circonscription Argentan-Flers. Il est directeur de cabinet du député-maire de Flers puis dirige administrativement la communauté d'agglomération du Pays de Flers.
Maire-adjoint de la ville de Flers chargé du développement économique et du commerce, il est élu conseiller général de l’Orne en 1998 puis maire de Flers en 2001. Il prend la présidence de la communauté d’agglomération en 2008.
Proche de François Hollande présenté comme un « homme de compromis », il participe à la création du Campus industriel de recherche et d'innovation appliquées aux matériaux (CIRIAM) à Caligny.
Candidat dans la troisième circonscription de l'Orne pour les élections législatives de 2012, il se retrouve exclu du Parti socialiste quelques jours avant le premier tour, la circonscription étant réservée à Europe Écologie Les Verts dans le cadre des accords de partenariat entre les deux partis politiques. S'octroyant l'étiquette de majorité présidentielle, il arrive en tête du premier tour devant le candidat UMP Jérôme Nury avec 38,62 % des suffrages. Le 17 juin 2012, il remporte le second tour avec 50,99 % des voix.
Soutien de la politique de François Hollande et de Manuel Valls, il soutient ce dernier à la primaire citoyenne de 2017. Après avoir dit qu'il ne nuira pas à Benoît Hamon et qu'il ne soutiendra pas Emmanuel Macron, il se tourne finalement vers ce dernier lors des premier et second tours de l'élection présidentielle de 2017.

## Mandats et fonctions

### Mandat en cours
- depuis le 23 janvier 2017 : président du conseil national de la sécurité routière[8]
- depuis le 18 mars 2001 : maire de Flers
- depuis 2001 : président de Flers Agglo (ex communauté d'agglomération du Pays de Flers)

### Anciens mandats
- 20 juin 2012-20 juin 2017 : député de l’Orne (3e circonscription dite de Flers-Argentan)
- 1998-25 juin 2012 : conseiller général de l’Orne